# ラッセル (小惑星2636番)
ラッセル (2636 Lassell) は小惑星帯に位置する小惑星。アメリカの天文学者、エドワード・ボーエルがアリゾナ州にあるローウェル天文台で発見した。
イギリスの天文学者で、海王星の衛星トリトン、土星の衛星ヒペリオンを発見したウィリアム・ラッセル(William Lassell)に因んで命名された。